# Dicranomyia sericata
Dicranomyia sericata là một loài ruồi trong họ Limoniidae. Chúng phân bố ở miền Cổ bắc.